# 鴻級魚雷艦
鴻級魚雷艦(鴻型水雷艇、おおとりがたすいらいてい)為日本帝國海軍在改良千鳥級魚雷艦後興建的魚雷艦，同級艦8艘

## 簡介
1930年日本簽訂倫敦海軍條約後，驅逐艦開始也列入規模管制，帝國海軍以往規劃利用特型驅逐艦發揮火力優勢的構想被政策制止。但投射魚雷火力這個戰術方針並沒有因此被放棄，而倫敦海軍條約限制在標準排水量600噸以下的軍艦不受條約限制；因此帝國海軍開始設計600噸級、可遠洋航行、具備魚雷投射火力的小型艦，成果為公試排水量載615噸的千鳥型魚雷艇。
千鳥級原本規畫要興建20艘，而且在1931年通過的第一次艦隊補充計畫時已經通過12艘的造艦額度、當年並撥下4艘新建款項；1934年通過的第二次艦隊補充計畫原本預定要把20艘的額度造完，所以在計劃書中編入16艘魚雷艦造艦預算，軍令部希望在後續艦精進設計，新船在千鳥級同噸位標準下還要塞更多的武器。包括4門127公厘艦炮、4管61公分魚雷發射管；極速34節、續航力為16節航速下3,000海浬距離。該設計案在艦政本部內代號F47。由設計代號可理解，本級艦在設計時是採驅逐艦標準，因此在技術分野上她噸位上超過了魚雷快艇、但武裝屬性非獵潛艦，在技術與戰鬥定位上反而比較像在冷戰時期使用的快速攻擊艇，因此在1930年代的其它國家並沒有出現同性質的軍艦。
軍令部的重武裝小型艦方案在1934年爆發的友鶴事件造成重大傷亡後，總算踩下剎車，日本帝國海軍對所有設計中、已完工的艦艇重新計算復原性，F47案也因此放棄鑽倫敦海軍條約的600噸上限政策，魚雷艦這個概念在完成1931年造艦計畫額度後，第二批次也就不再繼續興建。千鳥級改良型放寬標準排水量到840噸，艦體設計也大幅修改，設計案代號為F47B，成軍時則稱鴻級，艦名來源以鳥類為代號。F47B案的艦體長度上增加了6.5公尺、寬增加78公分、吃水增加46公分，在設計上已經與千鳥級血緣關係已相當薄弱，技術標準也都寬容許多。
船速部分，千鳥級在後續的修正工程後極速只剩28節，原定的34節計畫也下修到30.5節；使用動力機組與千鳥級相同，採用配備空氣預熱器之增壓重油水管鍋爐，操作溫度350度、鍋爐操作壓力30公斤／每平方公分。

武裝部分，鴻級保留了千鳥級的火炮佈局，使用3門十一年式120公厘艦炮；但鴻級使用的十一年式為改良過的M型，炮身仰角可達55度(千鳥級配備的G型仰角只到33度)，但提高仰角的理由並非為高射炮設計，而是可在必要時作為岸轟火炮支援使用。魚雷設計上，鴻級使用的仍然是533公厘魚雷，但配備的是三連裝發射管，總投射火力劣於剛完工的千鳥級，但千鳥級後續拆掉了1具魚雷發射管與再裝填裝置維持艦體穩定性，實際火力上仍然比前代要好。
本級艦在第一批次（前4艘）建造時日本海軍又遭遇第四艦隊事件，因此對所有軍艦實施強度檢查，這導致本級艦造艦時間又被拖延；直到1936年10月鴻級水雷艦才成軍服役。但是到1937年海軍裁軍條約廢止後，日本造艦計畫都朝向以艦隊決戰為主導，同時也不再需要理會噸位限制，小型軍艦補充則被擱置。直到戰爭中末期才在現實壓力下以本級艦的核心機組重新打造出易於量產的松型驅逐艦計畫；戰後的軍史研究者則對這種斷鍊導致戰爭中「重新發明」小型軍艦的狀況有所批評。

## 作戰運用
8艘鴻級魚雷艦服役後，編入2支專設部隊內:第1水雷隊(1936年12月組成、所屬第三水雷戰隊)、第11水雷隊(1937年7月成立、第二艦隊直屬)。但實際上並沒有作為魚雷戰術運用過，反而是因為本級艦吃水淺、動力強、操作靈活，所以被駐華艦隊要去打長江戰場內陸作戰，包括對地火力支援與掃雷任務。在1941年日本正式向美國開戰後，本級艦曾參加香港保衛戰與攻佔菲律賓的支援任務；之後就在各主要海港據點擔任巡邏、船團護衛任務，在戰爭中期因盟軍空中火力逐漸增強而拆除1門無法對空的艦炮，空間挪用增設多門25公厘防空機炮與雷達、一部分魚雷艦因反潛需要增裝對潛用水下聽音機、聲納、深水炸彈投擲機等設備，大部分鴻級水雷艦都損失在空襲及潛艦獵殺，8艘同級艦中只有雉號魚雷艦活過日本投降。
| 鴻、鵯         |  | 3座 | 5挺 |  |  | 一台一三號雷達 | 1944年 8月20日 |
| 隼             |  | 3座 | 5挺 |  |  | -              | 1944年11月22日 |
| 雉、雁、鷺、鳩 |  | 3座 | 5挺 |  |  | 一台一三號雷達 | 1944年10月 1日 |

## 同級艦
| 艦名 | 造船廠               | 開工               | 下水               | 完工               | 結局 |
| 鴻號魚雷艦                                                                                              | 舞鶴海軍工廠         | 1934年11月8日      | 1935年4月25日      | 1936年10月10日     | 1944年6月12日在塞班島西北海域遭58特遣艦隊艦載機擊沉                                                                      |
| 鵯號魚雷艦                                                                                              | 東京石川島造船廠     | 1934年11月26日     | 1935年10月25日     | 1936年12月20日     | 1944年11月17日在南海遭美軍錦䲁號潛艦擊沉                                                                                 |
| 隼號魚雷艦                                                                                              | 橫濱船塢             | 1934年12月19日     | 1935年10月28日     | 1936年12月7日      | 1944年9月24日在錫布延海遭美軍戰機擊沉                                                                                    |
| 鵲號魚雷艦                                                                                              | 大阪鐵工廠櫻島造船廠 | 1935年3月4日       | 1935年10月18日     | 1937年1月15日      | 1943年9月26日在新不列顛島西北部遭美軍扁鰺號潛艦擊沉                                                                      |
| 雉號魚雷艦                                                                                              | 三井造船玉野造船廠   | 1935年10月24日     | 1937年1月26日      | 1937年7月31日      | 1947年10月3日移交給蘇聯海軍，改名為Vnimatel'nyy，後來變更代號為CL-27，再後來改用為軍營船PKZ-96，1957年10月31日除役報廢。 |
| 雁號魚雷艦                                                                                              | 橫濱船塢             | 1936年5月11日      | 1937年1月20日      | 1937年9月20日      | 1945年7月16日被美軍喬氏喙鱸號潛艦擊沉在爪哇海                                                                            |
| 鷺號魚雷艦                                                                                              | 播磨造船廠           | 1936年5月20日      | 1937年1月30日      | 1937年7月31日      | 1944年11月8號在呂宋島西方被美軍錦䲁號潛艦擊沉                                                                            |
| 鳩號魚雷艦                                                                                              | 東京石川島造船廠     | 1936年5月28日      | 1937年1月25日      | 1937年8月7日       | 1944年10月16日遭美軍戰機在香港南東方擊沉                                                                                 |
| 初鷹號魚雷艦 蒼鷹號魚雷艦 若鷹號魚雷艦 熊鷹號魚雷艦 山鳥號魚雷艦 水鳥號魚雷艦 海鳥號魚雷艦 駒鳥號魚雷艦 | 1937年造艦計劃取消   | 1937年造艦計劃取消 | 1937年造艦計劃取消 | 1937年造艦計劃取消 | 1937年造艦計劃取消 |

## 相關文獻
- 雑誌「丸」編集部『写真 日本の軍艦 第11巻 駆逐艦Ⅱ』光人社、1990年。 ISBN 4-7698-0461-X
- 日本造船学会『昭和造船史 第1巻』原書房、1981年、第3刷。ISBN 4-562-00302-2
- 福井静夫『福井静夫著作集第5巻 日本駆逐艦物語』光人社、1993年。ISBN 4-7698-0611-6
- 福井静夫『福井静夫著作集第10巻 日本補助艦艇物語』光人社、1993年。ISBN 4-7698-0658-2
- 防衛庁防衛研修所戦史室『戦史叢書 海軍軍戦備<1> 昭和十六年十一月まで』朝雲新聞社、1969年。